# Alenka Spacal
Alenka Spacal, slovenska umetnica in teoretičarka, 28. oktober 1975, Ljubljana, Slovenija.
Je pisateljica, ilustratorka in pravljičarka.

## Življenjepis
Študirala je na Filozofski fakulteti Univerze v Ljubljani, kjer je diplomirala (2001) in magistrirala (2004) iz filozofije. Z doktorsko disertacijo Konceptualizacija spola skozi vizualne reprezentacije lastnega telesa v feminističnih umetniških praksah je leta 2011 doktorirala na Oddelku za sociologijo. Na teoretičnem področju je raziskovala feministično vizualno umetnost. O vprašanjih spola je pisala tako v strokovnih člankih za odrasle kot tudi v besedilih za otroke. Kot samozaposlena v kulturi deluje pod okriljem Bajalke, zavoda za založništvo in umetnost pripovedovanja. Ukvarja se predvsem z ustvarjanjem avtorskih slikanic. Svoje pravljice pripoveduje otrokom ob ilustracijah. Z ilustracijami se je samostojno predstavila v Galeriji Alkatraz, v Kulturnem centru Q, v Klubu YHD, v Goriški knjižnici Franceta Bevka, na Filozofski fakulteti UL, v Knjigarni Lutkovnega Gledališča Ljubljana in v Galeriji Instituta »Jožef Stefan«. Skupinsko je večkrat razstavljala v okviru Sekcije ilustratorjev ZDSLU, na Slovenskem bienalu ilustracije, v Hiši na hribu in drugod. Redno razstavlja tudi na ilustratorskih bienalih v tujini (v Zagrebu, Beogradu in Bratislavi).

## Mladinska dela

### Avtorske slikanice
- Mavrična maškarada, Založba Škuc, Zbirka Lambda, 2013.
- Kako ti je ime?, Bajalka, 2018.
- Modre ptičje misli, Bajalka, 2018.

### Pravljice v revijah
- »Mala modra šoja se uči brati«, napisala in ilustrirala Alenka Spacal, Ciciban, 9, maj 2016, str. 24–25.
- »Modra čaplja in črnoglavka dočakata počitnice«, napisala in ilustrirala Alenka Spacal, Ciciban, 10, junij 2016, str. 24–25.
- »Domača naloga«, napisala in ilustrirala Alenka Spacal, Ciciban, 9, maj 2018, str. 18–19.

### Radijska pravljicaNorčije Rdečekrogle budilke
Norčije Rdečekrogle budilke, Radio Slovenija, Prvi program, Oddaja Lahko noč, otroci, 27. 1. 2011, ob 19.45 h (pravljica je bila odkupljena na Javnem natečaju za izvirne slovenske pravljice za oddajo Lahko noč, otroci, 2010).

## Likovna dela

### Avtoportreti (2003–2005), olje na kuhinjskih krpah
Avtoportreti (2003–2005), z oljnimi barvami naslikani na kuhinjske krpe, so prvo večje delo, s katerim se je avtorica predstavila v javnosti. Lastne podobe je v obliki performansa Obešenka v galerijskih prostorih obešala na vrv za sušenje perila. Ob ironičnem »gospodinjskem« konceptu je svoje zgodbe umeščala v širši družbeni kontekst, s čimer je problematizirala odnos med osebnim in političnim. Med poigravanjem s podobami lastnega družbenega spola se je predstavila v različnih marginaliziranih identitetah ter s tem odprla tudi vprašanja, ki se nanašajo na spolno usmerjenost, raso in religijo. Avtoportreti (2003–2005) so bili razstavljeni na lezbičnih, feminističnih in queer razstavah doma ter v tujini.

## Teoretična besedila
- »Bridge Markland: Z maškaradnim preoblačenjem nad spolne binarizme«, Maska, Časopis za scenske umetnosti, XXXIII, 189–190, Ljubljana, 2018, str. 50–65.
- »Lezbično-feministični pogled na sliko Dekleti Elde Piščanec«, Časopis za kritiko znanosti, domišljijo in novo antropologijo (v tematskem bloku »Zamolčane zgodovine II«), št. 261, Ljubljana, 2015, str. 172–184.
- »Umetna oploditev kot brezmadežno spočetje: Performans Doulas 'ad utero ab ovo' Zvonke T Simčič«, Folio, Časopis za sodobno umetnost, kulturo in veselje do življenja, Maribor, št. 6–7, 2014–2015, str. 115–117.
- »Materinstvo kot družbeno angažirana tematika v vizualnih delih Zvonke T Simčič«, Maska, Časopis za scenske umetnosti, XXX, 169–171, Ljubljana, 2015.
- »Sofonisba Anguissola, velika mojstrica čopiča«, Likovne besede, št. 99, poletje 2014, Teoretska priloga, str. 5–11.
- »Lezbična telesa in moški čopiči«, Monitor ISH, XV/2, Institutum Studiorum Humanitatis, Fakulteta za podiplomski humanistični študij, Ljubljana, 2013, str. 67–98. [COBISS.SI-ID 1520269] http://ish.esmb.si/wp-content/uploads/2014/03/monitor_2013-2_web.pdf Arhivirano 2014-12-13 na Wayback Machine.
- Od Device Marije do Lepe Vide, besedilo v katalogu Zvonka T Simčič: Tiha moč / Sledi, ob istoimenski razstavi v Kulturnem centru Tobačna 001, 5. 2.–1. 3. 2013, Muzej in galerije mesta Ljubljane, Mestna galerija, Ljubljana, 2013. [COBISS.SI-ID 264876544]
- »Emancipatorni potencial VALIE EXPORT v akciji s prsmi na dotik«, Maska, Časopis za scenske umetnosti XXVII, 145–146, Ljubljana, 2012, str. 56–71. [COBISS.SI-ID 269656832]
- »Feministična parodija na seksistična upodabljanja ženskega telesa v klasičnih delih žanra akta«, Likovne besede, št. 93, poletje 2011, str. 12–21. [COBISS.SI-ID 514655871]
- »Kategorija spola in koncept subjekta ob feminističnem pogledu na lastno telo v vizualnih umetniških praksah«, ProFemina, Časopis za žensku književnost i kulturu, Fond B92, Beograd, 2011, str. 115–121.
- »Podobe seksualnosti na avtoportretih feminističnih vizualnih umetnic«, Monitor ISH, XII/1, Institutum Studiorum Humanitatis, Fakulteta za podiplomski humanistični študij, Ljubljana, 2011, str. 55–81. [COBISS.SI-ID 1489805] http://ish.esmb.si/wp-content/uploads/2012/01/monitor_2011_1_small.pdf Arhivirano 2014-12-13 na Wayback Machine.
- »Avtoportretni motiv umetnice s knjigo v roki«, Ars & Humanitas: revija za umetnost in humanistiko, V/1–2, Filozofska fakulteta Univerze v Ljubljani, 2010, str. 113–136. [COBISS.SI-ID 514573695] http://revije.ff.uni-lj.si/arshumanitas/article/view/311/223
- »Pogled, telo in drugost 'šengenskih žensk'«, Borec*, Revija za zgodovino, antropologijo in književnost, 657–661, 2009, str. 568–589. [COBISS.SI-ID 251956480]
- »Od golote Ingresove odaliske do nagote na podobi s plakata Guerrilla Girls«, Ars & Humanitas: revija za umetnost in humanistiko, II/2, Filozofska fakulteta Univerze v Ljubljani, 2008, str. 120–139. [COBISS.SI-ID 514153599] http://revije.ff.uni-lj.si/arshumanitas/article/view/278
- »Kaj je 'narobe' z erosom ob Deklici z medvedkom?«, Narobe. Revija, kjer je vse prav, let. I, št. 3, julij 2007, str. 36. [COBISS.SI-ID 52233058] http://www.narobe.si/stevilka-3/deklica-z-medvedkom.html Arhivirano 2014-12-20 na Wayback Machine.
- »Conceptualization of Gender in Visual Representations of One's Own Body within the Feminist Artistic Practice«, v Imaginacija, čutnost, umetnost (Imagination, Sensuality, Art), Zbornik referatov III. sredozemskega kongresa za estetiko, Portorož, Slovenija, 20.–23. september 2006, Slovensko društvo za estetiko, Ljubljana, 2007, str. 202–204. [COBISS.SI-ID 52232802]
- »Avtoportretna likovna govorica skozi ženske študije in feministično teorijo«, v Bahovec, Tina, frauen.männer, Univerze Klagenfurt, Koper, Ljubljana, Maribor, Trieste, Udine; Alpen-Adria-Schriftenreihe der Universität Klagenfurt/Celovec, Drava Verlag, 2007, str. 358–370. [COBISS.SI-ID 52243554]
- »Feminizam nasuprot 'vječnom ženskom'«, Kruh & ruže / Bread & Roses, Feministički časopis Ženske infoteke, Zagreb, št. 31, 2006, str. 5–11.
- »Pokušaj uspostavljanja autonomnog subjekta kroz autoportretni likovni izraz umjetnica«, v Bosanac, Gordana, Jurić, Hrvoje, Kodrnja, Jasenka, Filozofija i rod, Hrvatsko filozofsko društvo, Zagreb, 2005, str. 279–293. [COBISS.SI-ID 1296013]
- »Ženska – subjekt – umetnica?«, Časopis za kritiko znanosti, domišljijo in novo antropologijo (v tematskem bloku »Ženske v likovni umetnosti«), 2004, 215–216, str. 45–60. [COBISS.SI-ID 513251199]
- »O ženskih likovnih umetnicah in njihovem spolu v kontekstu spolne razlike«, Likovne besede, št. 69, 70, zima 2004, str. 25–31. [COBISS.SI-ID 513223551]
- »Umetnice: ‘lepe’, ‘nežne’ in ‘intuitivne’« (Analiza medijskega poročanja o umetnicah), Poročilo skupine za spremljanje nestrpnosti 03, Mirovni inštitut, 2004, str. 134–149. [COBISS.SI-ID 228417536]
- »Prostorska determiniranost umetnic«, Likovne besede, št. 61, 62, zima 2002, str. 98–106. [COBISS.SI-ID 512341631]
- »Trd kamen v mehkih rokah’: Odsotnost / prisotnost ženskih avtoric v likovni umetnosti«, Delta, 2002, 1–2, str. 41–63. [COBISS.SI-ID 216754176]

Eseji
- »Od (ne)upodobitev teme abortusa k poskusom pisanja o splavu«, Borec*, Revija za zgodovino, antropologijo in književnost, 709–711, 2014, str. 130–146.
- »Sodijo teme spola in istospolne usmerjenosti v mladinski književnosti še vedno med tabuje?«, Otrok in knjiga, Revija za vprašanja mladinske književnosti, književne vzgoje in s knjigo povezanih medijev, 91, Mariborska knjižnica, 2014, str. 52–59.
- »O lezbičnosti lezbične umetnosti«, Lezbična četrt, http://lezbicnacetrt.si/o-lezbicnosti-lezbicne-umetnosti/ Arhivirano 2014-12-20 na Wayback Machine., december 2014.
- »Tema spola v avtorski slikanici Mavrična maškarada«, Pogled na svoje delo, Otrok in knjiga, Revija za vprašanja mladinske književnosti, književne vzgoje in s knjigo povezanih medijev, 88, Mariborska knjižnica, 2013, str. 68–73.
- »Zakaj nočem biti avtor pričujočega eseja«, Sodobnost, 6, Ljubljana, 2013, str. 731–739. (Esej je bil nominiran za najboljši slovenski esej leta 2013 Revije Sodobnost.)

## Povezave
- Bajalka.
- Mavrična maškarada, 2013.

## V medijih in zunanje povezave
- Oblak, T. in Otorepec, K., "Raziskuj in igraj se!", Sektor Ž, Radio Študent, 16. 2. 2019.
- Košir, I., "Alenka Spacal: Pravljičarka … ki odpira srca in premika meje", Portret, Mladina, 15. 2. 2019, str. 52–53.
- Pregl Kobe, T., "Skok s padalom iz letala", Katalog za razstavo Alenka Spacal: Bajalkine ilustracije, Galerija Instituta »Jožef Stefan«, 14. januar–14. februar 2019.
- Petrič Gombač, M., "Včasih ni treba izbrati", Primorske novice.
- Sivec Poljanšek, V., Bukla 145 Arhivirano 2020-11-29 na Wayback Machine..
- Šučur, M., "Zvedavo tipanje v svet", Dnevnik, 23. 6. 2018, str. 30.
- Burkeljca, S., Bukla 142 Arhivirano 2021-04-17 na Wayback Machine..
- Kopinšek, S., "Pogovor na Radiu Maribor", v oddaji Sobotna bralnica, v okviru 21. Slovenskih dnevov knjige v Mariboru, 21. 4. 2018.
- Košir, I., "Alenka Spacal, avtorica prve slovenske slikanice z LGBT-tematiko: Otroci so vajeni le heteroseksualnih srečnih koncev", Objektiv, Dnevnik, 2015.
- Alenka Spacal: Ilustracije za pravljico "Kako ti je ime?", Galerija Alkatraz, Rdeče zore, 2015.
- Alenka Spacal: Pripovedovanje ob ilustracijah - za velike in male, Rdeče zore, 2015.
- Hiršenfelder, I., "Maškarada za mavrične ljudi", Dnevnik, 2013.
- Oblak, T., "Rdeče so rdeče so rdeče so rdeče", Sektor Ž, Radio Študent, 8. 3. 2014.
- Pirih, T., Literarni megabajti za Alenko Spacal. Ljubljana: Klub Tiffany (ŠKUC-Kulturni center Q), 2013.
- Predavanje "Preseganja spolnih binarizmov na samopodobah v lezbični vizualni umetnosti". Ljubljana: Lezbično-feministična univerza, 2010.
- "Skupinska razstava: Skozi njene oči. Utrinki lezbično-feministične produkcije." Ljubljana: 15. feministični in queerovski festival Rdeče zore, Galerija Alkatraz, 2014.
- "Ženske prihajajo Arhivirano 2014-03-08 na Wayback Machine.": Razstava sodobne feministične umetnosti v Sloveniji. Ljubljana: SCCA, 2009.
- "Interzone: Rod". Zagreb: Galerija Galženica, 2009.
- "Obešenka": Performans z avtoportreti na kuhinjskih krpah. Ljubljana: Klub Monokel, 2007.
- Avtoportreti 2003–2005. Ljubljana: Rdeče zore 6 Arhivirano 2014-04-07 na Wayback Machine., Galerija Alkatraz, 2005.